# ACE (ミュージシャン)
ACE（エース、3月9日生まれ - ）は、兵庫県神戸市出身のギタリスト、歌手、作曲家、音楽プロデューサー。血液型はB型。早稲田大学高等学院を経て早稲田大学法学部を卒業。身長180cm。
1999年に解散した聖飢魔IIの構成員で、聖飢魔IIではギターを担当、エース清水 （えーす しみず、Ace shimizu）と名乗っていた。通称「聖飢魔IIの赤い風」。親衛隊風の帽子がトレードマークであった。現在はAOR〜R&Bを基調とするユニット、face to aceで活動中。
以降、混乱を避けるためにACEは人間であるとして説明する。

## 概要
ACEという名前は、学生時代バレーボール部のキャプテン だったことに因む。聖飢魔IIが影響を受けたとされるキッスのエース・フレーリーとは無関係。正確な生年や年齢は公表していないが、渋谷クロスFMのインターネット放送「竹内藍のAiTube」に2018年12月4日放送にてゲスト出演した際、MCの和佐田達彦との会話中で、1959年生まれの和佐田を指して「同い年」と発言している他、エフエム福岡で2020年8月28日に放送された「エースとルークの魔界接近遭遇　リターンズ」では「60過ぎ」との本人の発言がある。
聖飢魔IIの設定に基づくプロフィールによれば、「B.D.100036年3月9日（紀元前98038年3月9日）、地獄のGod's Door（兵庫県神戸市）発生の聖飢魔II初代ドラマー、ドラマー退任後はギタリスト。初期はキーボーディストも兼任していた。元々は魔界に於いて、地獄中央情報局長官の職についていた。」との事である。聖飢魔IIの信者(ファン)や、公式設定ではエース清水長官、エース長官と、長官の敬称を以て呼ばれる。1998年の「ふるさと総聖飢魔II計画」では岩手県でのCM撮影においてスタッフからも長官と呼ばれるシーンがあり、長官の敬称は広く用いられている。

## 来歴
ギターを始めたのは中学生時。ディープ・パープルを聴いてプロを目指すことを決意したという。大学在学時代よりプロ活動を開始。アルバイト感覚で市販バンド・スコアの写譜や譜面起こしを始めるが、センスを買われたのか下書きだけではなく清書まで任され、発展して最終的にはギター、ベースギター、キーボードなどの教則本の執筆を行う。一方で、つのだ☆ひろ&ジャップス・ギャップスのギタリストとして本格的にデビューする。ただし、このバンドではレコーディングに参加はしておらず、ステージ上の演奏のみである。
その後、聖飢魔IIのエース清水長官として1985年にCBS/SONYからレコードデビュー。以降は魔界から来た悪魔のミュージシャンという設定の下に音楽活動を展開する。
聖飢魔IIには1982年（聖飢魔II風の暦ではB.D.17）12月の結成時から1983年（B.D.16）10月まで初代ドラマーとして参加。一時脱退するが、1984年（B.D.15）8月に3番目のギタリストとして復帰し、1999年（D.C.1）の解散まで務めた。2005年（D.C.7）に期間限定で再集結した。このとき「これが最後」と公言。以後の再集結では不参加が続いたが、2021年（D.C.23）の期間延長再集結にて16年ぶりの参加を果たした。
又、聖飢魔II現役時の1987年と1991年には、音楽学校で教えていたこともある。後者の時は、東京レコーディング・スクール。ロングセラーとなっているギタリスト向けの音楽理論教則本が1999年に発売され、現在は続編合わせて3タイトル刊行されている。
聖飢魔IIとしての活動の他、音楽プロデューサー、ソロとして活動し、1999年の聖飢魔II解散後はACEに改名。人間の音楽家として本田海月とユニットface to aceを結成し、ギタリスト兼ボーカリストとして活動中、2012年までにオリジナル6枚を含むアルバム10枚をリリースしている。
2006年からはアコースティック・ギターによる弾き語りライブを始める。2007年からは「アコースティック・ライブ 〜 the 単独犯」と題し都内のライブハウスを中心に、名古屋、大阪、京都、広島、福岡等全国のライブハウスで開催。またアコースティック・ギターでのジョイントライブを、中野督夫、大橋隆志、木暮"shake"武彦、岸部眞明、曾我泰久らと行っている。

## 人物
オペラ歌手の両親を持つだけでなく、父方の祖父母である清水金太郎・静子も人気オペラ歌手であったという音楽一家の生まれ。祖父の金太郎は昭和初期に早世しているため現在の知名度こそ低いが、大正期に全盛を誇った浅草オペラの歴史にあっては田谷力三と双璧と謳われた名歌手で、日本のオペラの開祖の一人ともいえる人物である。これについては当初は聖飢魔IIというバンドの性格上伏せていたが、テレビ番組「徹子の部屋」に聖飢魔IIとして出演した際に本人が黒柳に対して明かした。なお、黒柳徹子は「シミキンの孫」と誤解していたが、シミキンとは、清水金太郎の門下生で喜劇俳優の清水金一の愛称であり、金太郎を指すものではない。また、フルーティストの赤木りえは従姉妹である。
聖飢魔II時代の公式設定では「血液型はB♭m7-5（ビー・フラット・マイナー・セブンス・フラットフィフス）」としているが、これは音楽理論におけるコード（和音）の一種で、キーBのダイアトニックコードのVIIm7(♭5)等にあたる。（A♯m7-5の異名同音）
公式設定ではドラマー〜脱退〜ギタリストとして再加入という形になっているが、聖飢魔IIデビュー＝プロデビューという他の聖飢魔II構成員と違い、既にプロとしてのキャリアを持っていたACEは、聖飢魔IIのデビューが決定し、デビューメンバーとしてオファーを受けるまでは「正式メンバーという意識もあまりなく、大学サークルのOBとして後輩のバンドに必要や要請があれば参加していた程度であり、加入・脱退・復帰という感覚もなかった」と近年語っている。田代まさし司会のテレビ番組でデーモン閣下が語ったところによると、ドラマーとしてなら参加してもよい、というACE自らの希望により初代ドラマー就任となったようだ。プロギタリストという立場を考慮してのことだと想像されるが、デーモン閣下曰く「ドラムを叩きたいお年頃だった」とのこと。ただし、ACE本人談では多少異なっており、聖飢魔IIの創始者ダミアン浜田からドラマーとして勧誘されたためだと語っている。聖飢魔IIのミサビデオ作品『オール悪魔総進撃!THE SATAN ALL STARS』に収録されている本人のコメントによれば「ダミアン浜田がさ、清水さん清水さん、ドラム叩きまへんか?とか言ってきてさ…そうだよ、俺最初ドラム叩いてたんだよな、嫌んなっちゃうよね（笑）」とのことである。
聖飢魔II在籍時において、他の聖飢魔II構成員よりも悪魔であるという設定をあまり気にせずに発言することが多い。例を挙げればきりがないが「ダミアン殿下のさぁ、あの悪魔組曲とか、モアイとかっていう発想は一体どこから出てくるのかねぇ。面白い感覚を持ったやつだなぁと思って（笑）」等、気にしないどころか自らが悪魔であることを否定するような発言も多かった。
手先が器用で、聖飢魔IIデビュー当時の衣装（戦闘服と呼ぶ）は自ら材料を集め製作した。エフェクターやボリュームペダルを自作し使用していたこともある。2006年12月にキャパリソンから発売されたギター、ACEシグネチャーモデル「SUSANOH（スサノオ）」には、3つのピックアップを操るためのACE考案のオリジナル・コントロールが搭載され、配線などその詳細は企業秘密とされている。
大変な読書好きであり、都筑道夫の著作は全て読破するファンである。読むのみならず文筆にも才を示し、シンコーミュージックから出版された『THE SATAN ALL STARS』（雑誌GIGS12月増刊）には、都筑道夫へのオマージュでもある短編小説「ロシアンブルー」を発表している。「月刊バレーボール」「月刊アームズマガジン」にコラム、レポートを連載していた。漫画家とも広い交友を持ち、石渡治とは酒飲み仲間という縁から、石渡の作品に聖飢魔IIのメンバーをモデルとしたキャラクターが登場したり、聖飢魔IIのアニメ『HUMANE SOCIETY 〜人類愛に満ちた社会〜』のキャラクターデザインを石渡が担当するなど仕事の面でも交流があった。
聖飢魔IIでは、最年長者であることもあり、他のメンバーから敬語で話しかけられる、苗字に"さん"づけで呼ばれているなど、一定の敬意が払われている。
世を忍ぶ仮の姿で居酒屋で飲んでいた時、たまたま近くに座っていた唐沢寿明とお互い何者かも知らないのに音楽の話で意気投合し、そのまま唐沢が自宅に遊びに来たというエピソードがある。
聖飢魔IIというバンドの特性上、音楽番組のみならず様々なバラエティにも出演。加藤茶司会のバラエティ番組ではパターゴルフでホールインワンを決め、Music Parkで日光江戸村に訪れた際に自ら江戸フェチと名乗るほどの豊富な知識を紹介したり、ダウンタウンDXでも司会のダウンタウンを唸らせるようなトークのキレを見せるなどしている。
自他共に認められる程「ケンカを売られやすい体質」。
埼玉西武ライオンズのファンとしても知られている。
デビューして間もない頃、明星誌上で行われたインタビューでの自動車は何に乗っているかという質問に対して「地球の空気を汚す行為だから運転はしない。だから免許も持っていない」と回答している。しかし、face to aceのシングル「CLOUDY　DAY」のMVで彼がオープンカーを運転するシーンや「風と貝殻」のMVで機材車を運転しているかのようなシーンがある。

## 音楽性
過去のテレビ出演や雑誌インタビューなどでは、本人は音楽・ロックに必要な技術・理論は大学に入ってから書籍などから独学で学んだという旨のことを語っている。とはいえ、上述したような清水家の家庭環境にあって日常生活の中でクラシック音楽に慣れ親しみながら育ったことから、根底にある音楽的素地についてはいわゆる通り一遍のロック小僧上がりのロッカーとは少なからず異なる一面があり、ハードロックに傾倒するようになってからも一音一音のニュアンスやハーモニー、トーナリティーを重視するスタイルを基本軸にしてきたギタリストである。音色や和音に対するセンスの優秀さはコーラスやソロプレイ等に顕著であり、聖飢魔IIの中ではアンサンブルの先生といった立場であった。これは同じギタリストでもロックスピリットを力強く顕示するスタイルのルーク篁やジェイル大橋とは正反対のプレイスタイルといえるものであり、特に87年から解散まで13年間にわたり組んだルーク篁とはステージ上のパフォーマンスでも好対照のギタリストであったが、互いの個性や方向性の違いを認め尊重しつつ、意識的に異なる持ち味を発揮することで上手に共存し、且つバンドの音楽性に大きな幅と奥深さを持たせることに成功した。
クリアで艶のあるギターの音色が特徴で、彼の奏でるエモーショナルなギターソロは、聖飢魔II後期より「エース節」と称されるようになった。速弾きについては不得意であるとインタビュー等で本人が何度か告白しており、実際に速弾きのプレイは少ないが、全くしないという訳でもなくタッピング奏法やハンマリング・オン、プリング・オフを多用する速弾きを行う場合も稀にある。また、『オール悪魔総進撃! THE SATAN ALL STARS』での『JACK THE RIPPER』などでのアドリブ・ギターバトルでは、他の場では殆ど見る事のないフルピッキングによる速弾きプレイを披露している。また特に、バッキングフレーズの面白さは、ACEならではのものと言える。現在のface to aceではその音楽性を考えれば不思議ではないが、聖飢魔II時代のようなハードロック/ヘヴィメタルと呼ばれる音楽ジャンルにあって、転調の繰り返し、同じメロディ中で平行調へ移調や、オルタード・スケールやモードを多用するAceのプレイは極めて異質で、かつ斬新なスタイルであった。多くのロック/ジャズ・ギタリストとは異なり、勢いやアドリブ系のスタイルで攻めることはほとんどなく、ギターソロも鍵盤楽器で基盤を作ってからギターに起こすなど、その楽曲は緻密に計算し尽くされたものである。そのため、音楽雑誌上で「作曲ソロ」と呼ばれることもある。もっとも、最近ではface to aceのライブにおいてアドリブを演奏する姿も見られる。
作曲においても全体を重視する姿勢は変わらず、緻密に計算された曲を作り上げ、その特徴は「構築」と表現される。湿り気と空気を感じさせる曲が多く、デーモン小暮閣下は、ACEの作る曲は特にサビが良いという形で高評価を与えていた。
上述した通りに聖飢魔IIの初代ドラマーでもあり、聖飢魔II時代はときおりリード・ボーカルも担当。face to aceではボーカルを務め、加えてベースギター、キーボードもこなすマルチプレーヤーである。
1993年にエース清水名義で発売したソロアルバム『TIME AXIS』は、ACEの強い要望によりサウンドプロデューサーに本田恭之（現：本田海月）を招き、ACEはギターとボーカルを担当した。この時の好感触が後年のface to ace結成へと繋がることとなった。

## 使用ギター
- Gibson ES-335
- Caparison Angelus-Ace(エース清水カスタム・シグネチャ・モデル)
- Caparison Susanoh(Aceシグネチャ・モデル)
- Line6 Variax 700
- Line 6 Variax 700＋Caparisonネック・カスタム仕様

他多数。

## 作品
ACEの在籍する、または過去に在籍したバンドの作品については、以下のページに詳しい記述がある。また、後述の外部リンクの節に付記された各公式サイトも併せて参照のこと。
- 聖飢魔II - 聖飢魔IIの教典一覧
- face to ace - face to ace#作品

### アルバム
- TIME AXIS （1993年7月21日）
  - エース清水名義での作品。

### 参加・提供
- 清水玲子イメージアルバム『Milky Way』 （1988年2月25日）
  - 「Silent Eyes」「Emotion」曲提供
- 小笠原ちあき『ちゃきちゃきはうすのサウンド・カーニバル』 （1988年6月1日）
  - 「Dog Days〜真夏日〜」曲提供
- 小暮伝衛門『好色萬声男』 （1990年4月21日）
  - 「THOSE WERE THE DAYS」「AQUARIUS〜LET THE SUNSHINE IN 〜帰墟〜」ギター参加
  - 「地球戦士フリルマン」Mr. Sukebei名義でギター参加
- 角川映画サイレントメビウス『イメージソング〜XY』 （1990年12月21日）
  - 「Wing of Heart」曲提供
- 大西結花『HEARTLESS DANCE』 （1991年）
  - タイトル曲提供
- 大西結花『ONE WAY CALL』 （1991年）
  - 「HEARTLESS DANCE」曲提供
- サイレントメビウスドラマアルバム『WARNING』 （1991年2月25日）
  - 「Wing of Heart(REMIX)」曲提供
- RX『CHEMICAL REACTION』 （1991年9月21日）
  - 「ORANGE RAIN」ギターソロ参加
- イメージアルバム『うしおととら』 （1992年6月24日）
  - 「英雄不要論序説」「パンドラの箱」曲提供
- 八木田麻衣『逢いたい人の名を (Dear BOYS)』 （1994年2月2日）
  - 全曲プロデュース
- 八木田麻衣『キスと流星』 （1994年6月22日）
  - 全曲プロデュース
- 東京パフォーマンスドール『NEVER STOP』 （1994年8月1日）
  - 「DOUBT〜今日の貴方はよく喋る」曲提供
- デーモン小暮『LOVE ROMANCE』 （1995年8月21日）
  - 「FIGHT FOR YOUR RIGHT」聖飢魔IIとしてギター参加
- デーモン小暮『DEMON AS BAD MAN』 （1995年9月21日）
  - 「WILD LIFE」曲提供
  - 「REFERAIN OF LOVE」聖飢魔IIとしてギター参加
- 佐竹雅昭WITH林原めぐみ『覇王咆哮』 （1996年8月28日）
  - 全曲プロデュース
- ダミアン浜田『照魔鏡』 （1996年11月20日）
  - 「TEARS IN THE RAINBOW」ボーカル参加
- 山田まりや『ダイジョーブ』 （1997年12月10日）
  - 「ウルトラマンじゃないから」曲提供
- 山田まりや『Chou a la creme』 （1997年12月10日）
  - 「ウルトラマンじゃないから」曲提供
  - 全曲聖飢魔IIとしてプロデュース
- 奥村慎也『スタートライン』（2010年4月9日）
  - 「スタートライン」「ホームタウン」ギターソロ参加
  - 「スタートライン」のギターソロのみ収録されたボーナス・トラックが存在する
- TAKASHI O'HASHI『INDEPENDENT SOULS UNION』 （2010年9月15日）
  - 「CATS IN THE CELLAR」作詞・ボーカル参加
- 愛鈴-eri-『REASON』（2010年12月21日）
  - 「Lumber Rose」曲提供
- A-SIDE『Rush'n Driver 〜キセキを起こせ〜』（2011年3月23日）
  - タイトル曲ギターソロ参加
- 爆風スランプトリビュート・アルバム『爆風トリビュートComplete』（2013年1月15日）
  - 「青春のフレア」[3] カバー参加
- 是方博邦『LIVE OF LIFE』 （2013年3月6日）
  - 「Blue Mirage」作詞・ボーカル参加
  - 「想い出の街」アコースティックギター参加
- 曾我泰久『Super Rare Trax vol.9』 （2014年8月13日）
  - 「Every single day」 Aメロの詞曲とサビの詞をACEが、Bメロの詞曲とサビのメロディを曾我が担当。
  - 2人のアコーステックライブのために共作した曲を曾我のみでレコーディングしたもの。アレンジを「face to ace みたいにして」と曾我自身が編曲家に依頼した。

### VHS/DVD
- エース清水のロック・ギター・フォー・ビギナーズ （1996年1月12日、VHS）
- エース清水のパワー・アップ・ザ・ロック・ギター （1996年10月21日、VHS）
- ACE直伝　ダイアトニック・コード活用術 （2004年1月24日、DVD）

### 書籍
- ギタリストのための音楽理論研究〜鉄人への道〜byエース清水 （1999年12月10日）
- ギタリストのための音楽理論研究 鉄人への道 Part2 ACE著 （2006年3月23日）
- ギタリストのための音楽理論研究 鉄人への道 Part3 ACE著 （2006年3月23日）

※三冊とも音楽雑誌『YOUNG GUITAR』誌で長期連載されていたものを纏めた教則本。

## メディア出演

### ラジオ
- エースとルークの魔界接近遭遇（1993年5月 - 1994年2月、FM FUKUOKA）
- エースとルークの魔界接近遭遇 リターンズ（2020年6月1日（5月31日深夜。FM FUKUOKA開局50周年と聖飢魔Ⅱ地球デビュー35周年記念特別番組として単発放送）、2020年7月より毎月最終金曜日（深夜26:00 - 26:55）レギュラー放送、FM FUKUOKA）[4]